# En un año con trece lunas
En un año con trece lunas (In einem Jahr mit 13 Monden en alemán) (también, Un año con trece lunas) es una película de la Alemania Occidental estrenada en 1978. Fue dirigida, producida y escrita por Rainer Werner Fassbinder y estelarizada por Volker Spengler.

## Argumento
La película narra los últimos días de la vida de Elvira (Volker Spengler), una mujer transexual antes conocida como Erwin. Después de ser golpeada por intentar comprar sexo en un parque, regresa a casa con su amante Christoph (Karl Scheydt), quien ha estado fuera durante seis semanas. Christoph abusa de ella verbal y físicamente, y cuando él anuncia que se va para siempre, ella trata desesperadamente de detenerlo, solo para ser rescatada por su amiga Zora (Ingrid Caven). Vemos cómo Elvira y Zora visitan un matadero y el orfanato donde creció Elvira, y sus contactos posteriores con su familia y su ex amante Anton Saitz (Gottfried John), mientras intenta aceptar las consecuencias de su decisión de cambiar de sexo. La película termina con el suicidio del personaje principal después de que sus gritos subliminales de auxilio pasan desapercibidos.

## Reparto
- Volker Spengler - Elvira / Erwin Weishaupt
- Ingrid Caven - Zora
- Gottfried John - Anton Saitz
- Elisabeth Trissenaar - Irene Weishaupt
- Eva Mattes - Marie-Ann Weishaupt
- Isolde Barth - Sybille
- Karl Scheydt - Christoph Hacker

## Comentarios
La película se realizó en respuesta al suicidio de Armin Meier, quien fue amante de Fassbinder. En una lista del "Top 10" de sus propias películas, Fassbinder la colocó en segundo lugar después de Beware of a Holy Whore.
Un lugar común presente en casi todo estudio crítico sobre la obra de Fassbinder sostiene que En un año con 13 lunas es la más brutal, sincera y confesional de sus realizaciones. Es sabido también que en esta película Fassbinder controló prácticamente cada aspecto formal de su realización, haciéndose cargo no solo de la escritura del guion y de la dirección, sino también del manejo de la cámara, la dirección de arte y el montaje.
La película es un intento por reconstruir los últimos días de vida de Armin Meier, actor y joven amante de Fassbinder, que decidió dar por finalizado su paso por este mundo luego de cuatro años de tormentosa relación al lado del más furioso y arrebatado de los cineastas del siglo XX. La abundante bibliografía en torno a la vida privada de Fassbinder podrá suplir el ansia de información de cualquier lector interesado en indagar en las excesivas incursiones en el bourbon y la cocaína que tuvo el infatigable cineasta originario de Baviera y que lo llevaron a extinguirse prematuramente a los cuarenta y un años de edad. Pero muchas de las sensacionalistas crónicas nocturnas sobre Fassbinder coinciden en dar cuenta de la enorme importancia que la figura del joven Armin tuvo sobre la vida sentimental del realizador germano, que no pudo evitar someterlo a su autoritarismo sentimental y que, tras dar por terminada su conflictiva relación, ocasionó el suicidio de su amante, cuyo cadáver fue encontrado en la habitación del departamento que ambos compartieron en esos cuatro tortuosos años. Fassbinder, sintiéndose incapaz de asistir al funeral de su compañero sentimental, decidió hacer lo que mejor sabía en aquel entonces: valerse del artificio del cine para travestir una versión posible de los hechos, la de los últimos días de existencia de un espíritu condenado que se propuso explorar y tensar los límites de su prisión de carne y hueso. En un año con 13 lunas es, ni más ni menos, la pira funeraria donde arden los restos de Armin Meier.